# خط طول 1° غرب
خط طول 1° غرب هو أحد خطوط الطول الجغرافية، والتي تمتد من القطب الشمالي الجغرافي إلى القطب الجنوبي الجغرافي، وحسب التحويل الزمني يتأخر خط طول 1° غرب عن خط غرينتش بـ4 دقائق.

## من القطب إلى القطب
ينطلق خط طول 1° غرب من القطب الشمالي نحو القطب الجنوبي مرورا بالمناطق التي ترد في الجدول التالي:
| الإحداثيات                       | البلد أو الإقليم أو البحر | ملاحظات                                                                                          |
| -------------------------------- | ------------------------- | ------------------------------------------------------------------------------------------------ |
| 90°0′N 1°0′W / 90.000°N 1.000°W  | المحيط المتجمد الشمالي    |                                                                                                  |
| 81°42′N 1°0′W / 81.700°N 1.000°W | المحيط الأطلسي            |                                                                                                  |
| 60°42′N 1°0′W / 60.700°N 1.000°W | المملكة المتحدة           | اسكتلندا — جزر Yell وHascosay                                                                    |
| 60°36′N 1°0′W / 60.600°N 1.000°W | بحر الشمال                |                                                                                                  |
| 60°22′N 1°0′W / 60.367°N 1.000°W | المملكة المتحدة           | اسكتلندا — جزيرة Whalsay                                                                         |
| 60°20′N 1°0′W / 60.333°N 1.000°W | بحر الشمال                | مرورا بشرق the جزيرة نوس (جزيرة)، اسكتلندا, المملكة المتحدة (في 60°8′N 1°1′W / 60.133°N 1.017°W) |
| 54°36′N 1°0′W / 54.600°N 1.000°W | المملكة المتحدة           | إنجلترا — making landfall just west of Saltburn-by-the-Sea، شمال يوركشير                         |
| 50°47′N 1°0′W / 50.783°N 1.000°W | بحر المانش                | مرورا بشرق the وايت (جزيرة)، إنجلترا, المملكة المتحدة (في 50°41′N 1°4′W / 50.683°N 1.067°W)      |
| 49°24′N 1°0′W / 49.400°N 1.000°W | فرنسا                     |                                                                                                  |
| 42°59′N 1°0′W / 42.983°N 1.000°W | إسبانيا                   |                                                                                                  |
| 37°35′N 1°0′W / 37.583°N 1.000°W | البحر الأبيض المتوسط      |                                                                                                  |
| 35°41′N 1°0′W / 35.683°N 1.000°W | الجزائر                   |                                                                                                  |
| 32°32′N 1°0′W / 32.533°N 1.000°W | المغرب                    | لحوالي 1 km في the easternmost part of the country                                               |
| 32°31′N 1°0′W / 32.517°N 1.000°W | الجزائر                   |                                                                                                  |
| 22°33′N 1°0′W / 22.550°N 1.000°W | مالي                      |                                                                                                  |
| 14°51′N 1°0′W / 14.850°N 1.000°W | بوركينا فاسو              |                                                                                                  |
| 10°59′N 1°0′W / 10.983°N 1.000°W | غانا                      |                                                                                                  |
| 5°12′N 1°0′W / 5.200°N 1.000°W   | المحيط الأطلسي            |                                                                                                  |
| 60°0′S 1°0′W / 60.000°S 1.000°W  | المحيط الجنوبي            |                                                                                                  |
| 68°52′S 1°0′W / 68.867°S 1.000°W | القارة القطبية الجنوبية   | أرض الملكة مود — المطالب الإقليمية بالقارة القطبية الجنوبية by النرويج                           |